# علاجيم مائية مخوذة
علاجيم مائية مخوذة أو علاجيم كاذبة (الاسم العلمي: Calyptocephalellidae)، فصيلة علاجيم توجد في الشيلي والتي تحتوي على جنسين حيين، علجوم مائي مخوذ (Calyptocephalella) وعلجوم الهور (Telmatobufo)، بالإضافة إلى أسترالوباتركيا العملاق ( Australobatrachia) المنقرض.